# Matteo Raverti

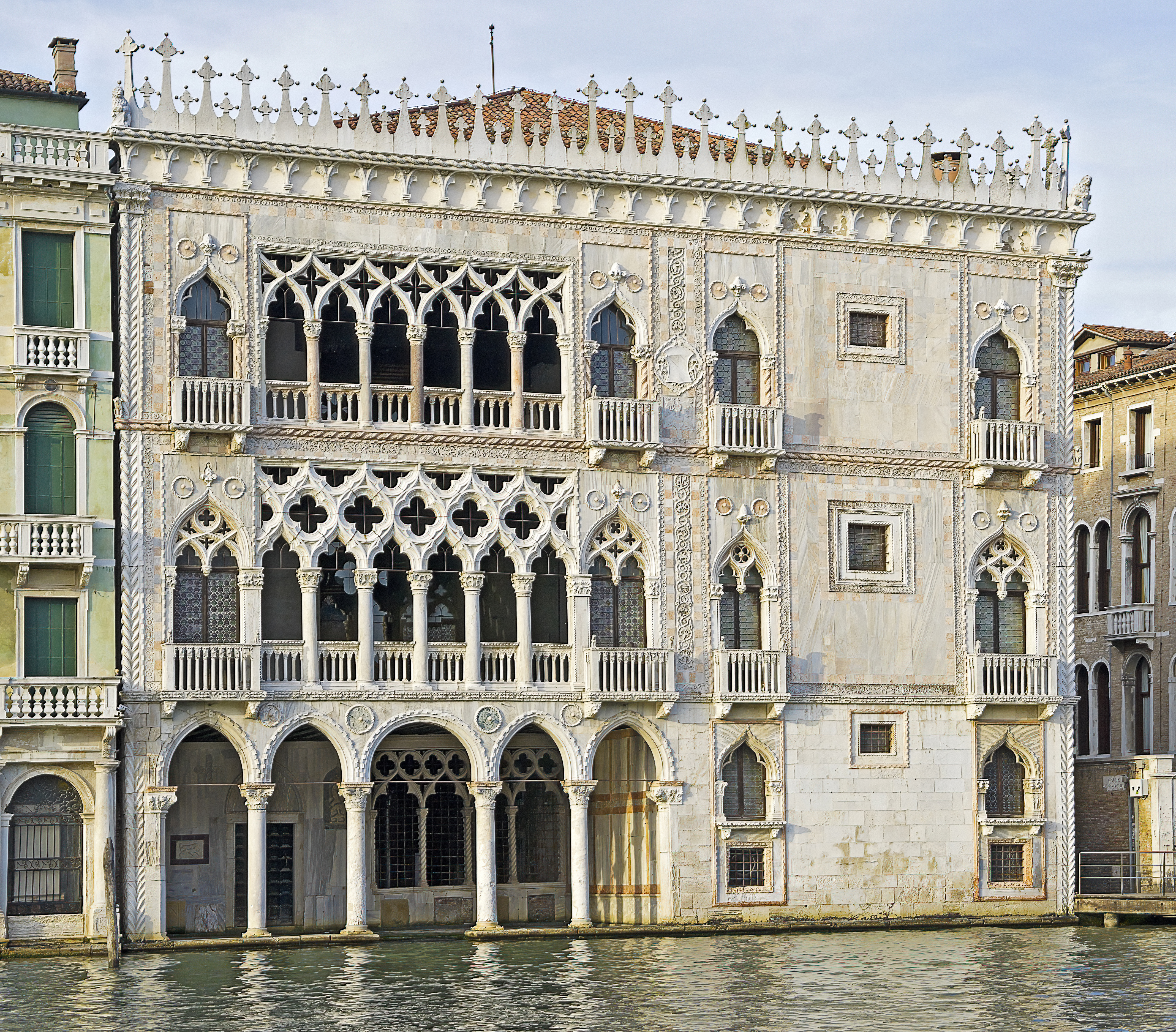
Ca' d'Oro (Venecia)

Matteo Raverti fue un arquitecto y escultor milanés del siglo xv, fallecido en Venecia.
Trabajó notables esculturas para la catedral de Milán desde 1398 al 1420, fecha en que pasó a Venecia a trabajar en la Ca' d'Oro y en el monumento de los Borromeo, hoy destruido, en la iglesia de santa Elena. Entre las esculturas que ejecutó para la catedral de Milán figuran las de san Babila y san Galdino.